# André Leysen

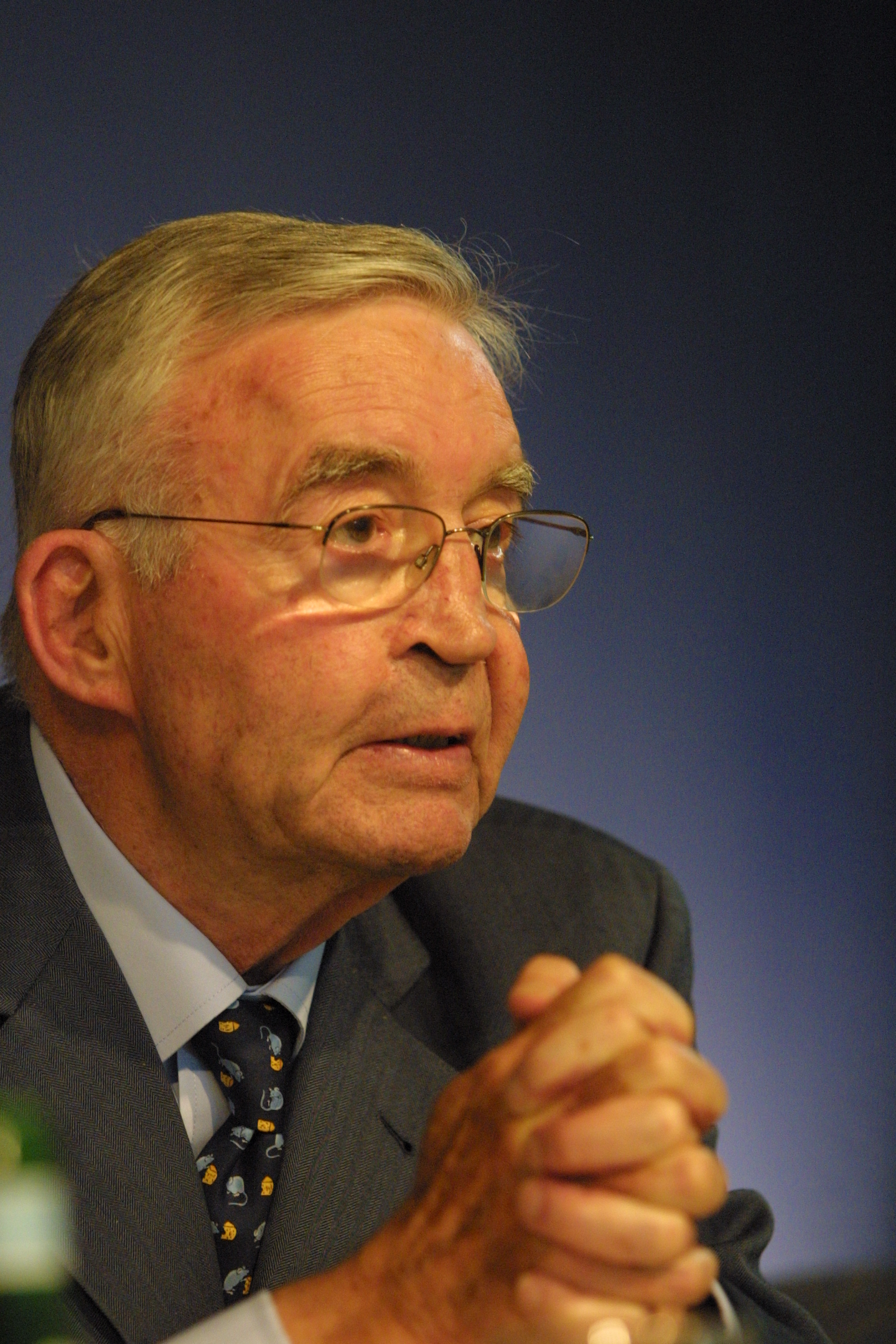
André Leysen

André Leysen (geboren 11. Juni 1927 in Antwerpen; gestorben 11. Juli 2015 ebenda) war ein belgischer Geschäftsmann und  Wirtschaftsmanager.

## Leben
André Leysen wuchs in einer flämisch-katholischen deutschfreundlichen Familie auf. Wie er in seinem Erinnerungsbuch "Hinter dem Spiegel" (1996) einräumte, war er in jungen Jahren ein begeisterter Anhänger des deutschen Nationalsozialismus. Er wurde Mitglied der Hitlerjugend und brachte es bis zum Gefolgschaftsführer. Während des Zweiten Weltkriegs nahm er im Westerwald an Wehrertüchtigungskursen teil. Sein Bruder kämpfte in der Flämischen Legion der Waffen-SS. Das Ende des Krieges erlebte André Leysen in Berlin als Mitarbeiter der nach der Befreiung Belgiens im September 1944 gegründeten flämischen Exilregierung unter René Lagrou. Nach dem Zusammenbruch des NS-Regimes war er in Belgien vier Monate inhaftiert.
Seine spätere wirtschaftliche Karriere führte ihn an die Spitze europäischer Unternehmen. Unter anderen war Aufsichtsratsvorsitzender der Agfa-Gevaert-Gruppe und der Hapag-Lloyd-AG sowie Mitglied der Aufsichtsräte der Bayer AG, von Philips Electronics, BMW, der Deutschen Bank, der Veba und der Deutschen Telekom. Als Mitglied des Verwaltungsrates der Treuhandanstalt war er nach der Wiedervereinigung an der wirtschaftlichen Umgestaltung der fünf neuen Bundesländer beteiligt.

## Schriften
- Hinter dem Spiegel. Eine Jugend in Flandern 1939–1945. München 1996